# Heinrich Reinhold

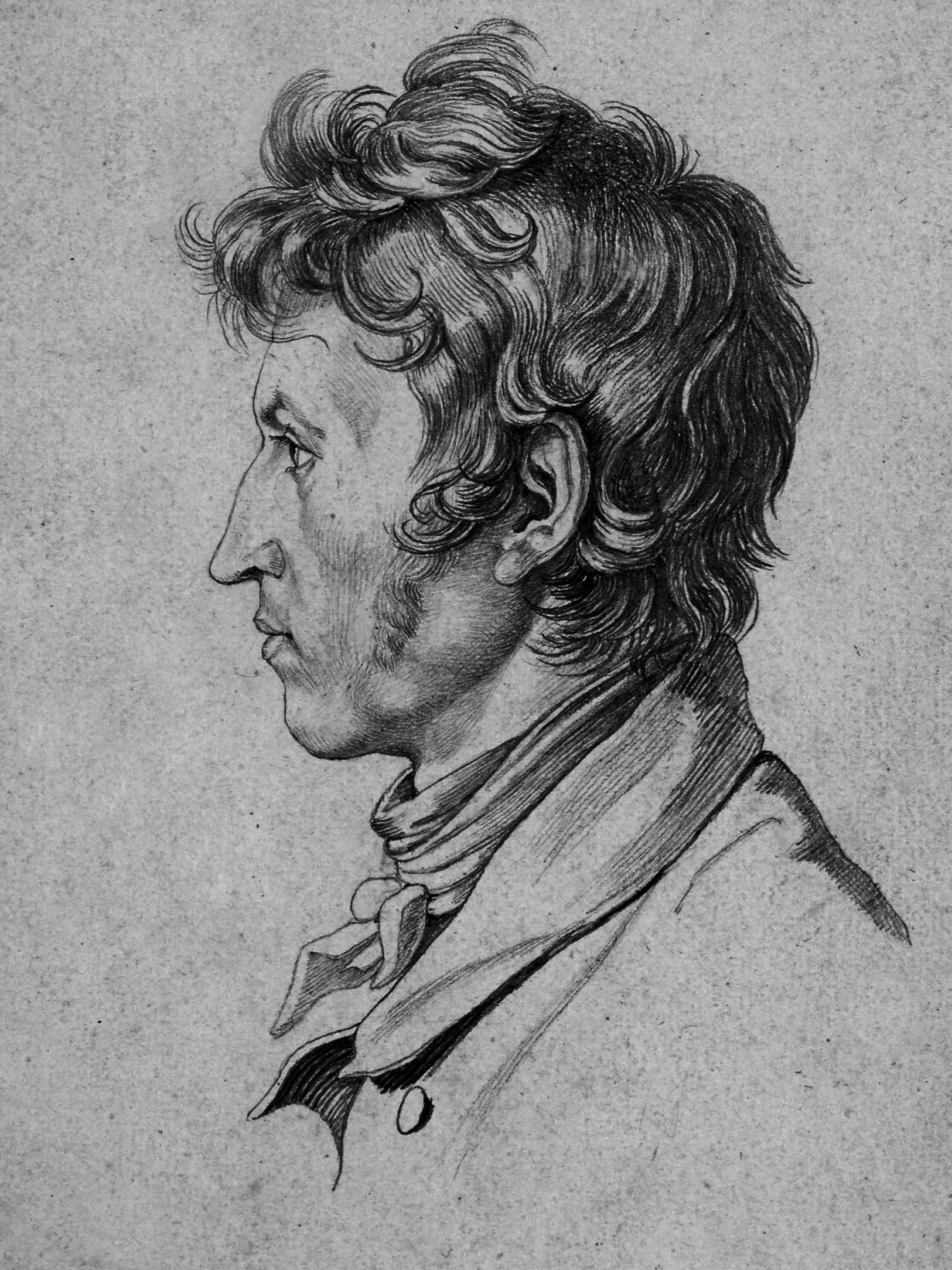
Gustav Heinrich Naeke, Ritratto di profilo di Heinrich Reinhold

Heinrich Reinhold (Gera, 18 luglio 1788 – Roma, 15 gennaio 1825) è stato un pittore e incisore tedesco.

## Biografia
Il pittore Henrich Reinhold (il cui nome completo era: Johann Heinrich Carl), nato a Gera  - oggi in Turingia (Germania) - apparteneva a una famiglia di artisti, di cui suo padre, Franz Friedrich Leberecht Reinhold, pittore ritrattista, era il capostipite.
Studiò pittura alla Scuola superiore di belle arti di Dresda e, dal 1807 al 1809, all'Accademia di belle arti di Vienna, insieme al fratello Friedrich-Philipp. Alla fine del 1809, a Parigi, ricevette l'incarico dal barone Dominique Vivant Denon, direttore generale dei Musei, di collaborare alla pubblicazione di un libro, illustrato con incisioni su rame delle Campagne di Napoleone. Per quest'opera incise varie vedute.
Dopo il ritorno a Vienna, nel 1814, intraprese viaggi di studio sulle montagne austriache, alla ricerca di solitari e solenni paesaggi alpini, da riprodurre. Entrò intorno al 1816 nella ceerchia di pittori che avevano come punto di riferimento Joseph Anton Koch e risentì della poetica dei Pittori Nazzareni. Nel 1819 iniziò il suo Gran Tour e visitò Roma, Napoli e la Sicilia. Dipinse vedute ad Olevano Romano (fra il 1821 e il 1824) e a Sorrento, utilizzando una tavolozza smaltata, ma limpida e curando i minuti particolari. Divenne amico dello scultore Bertel Thorvaldsen e ne eseguì il ritratto che fu poi preso come modello, per la scultura in bronzo sulla sua tomba che è al Cimitero acattolico di Roma.
Al Museo Thorvaldsen di Copenhagen si convervano alcune sue tele, tra cui Paesaggio con buon Samaritano, Agar e Ismaele, Veduta dal giardino di Villa Doria Pamphili su San Pietro (1823) e, incompiuto, Isola di Capri.
Già traumatizzato dalla morte per suicidio del suo amico e pittore Johann Christoph Erhard, si ammalò e morì di tubercolosi, all'età di 36 anni.

### Altre opere
- Veduta di San Vito con sullo sfondo il monte Guadagnolo
- Castel dell'Ovo

## Galleria d'immagini

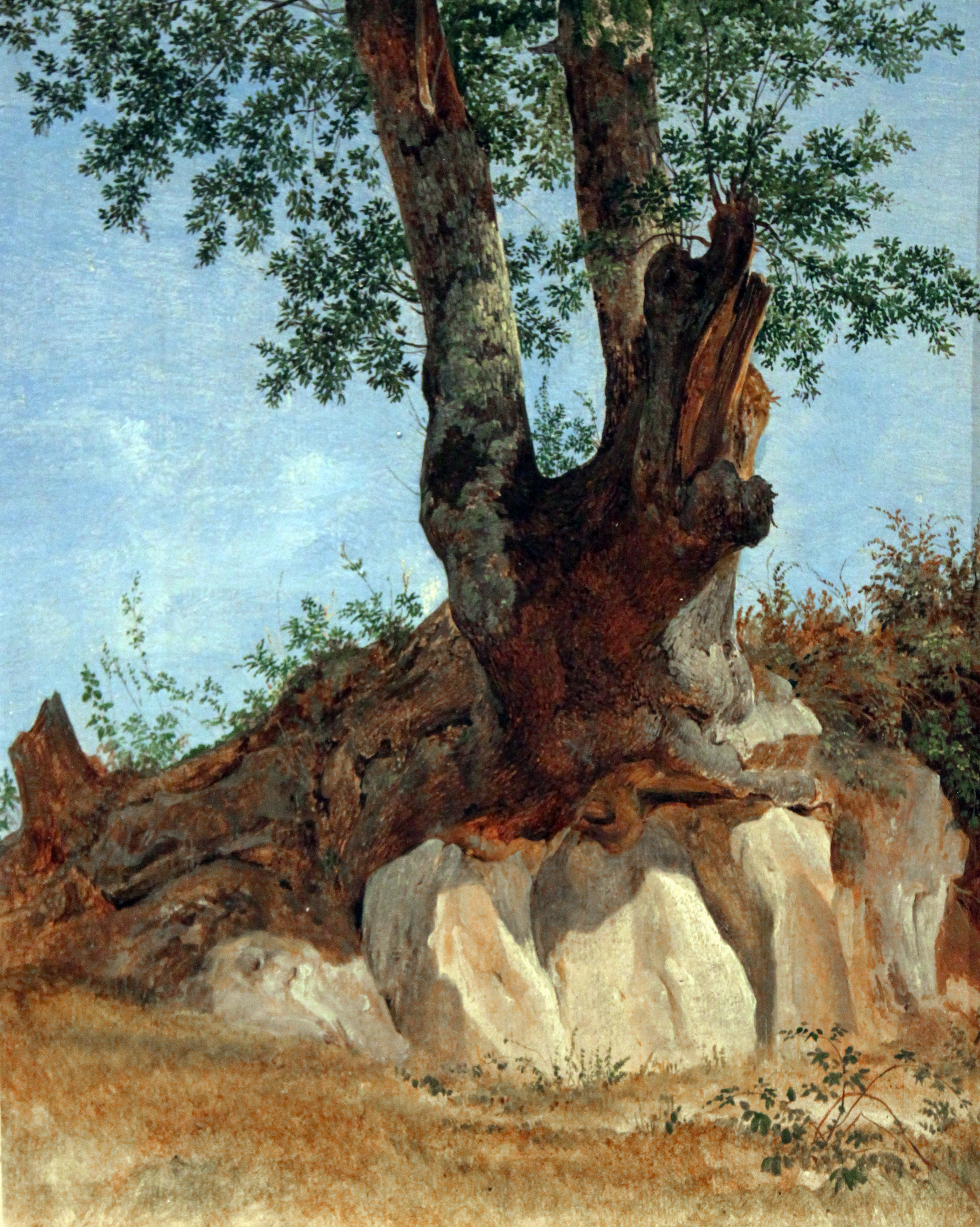
Albero nella campagna, 1822, Kunsthalle Hamburg
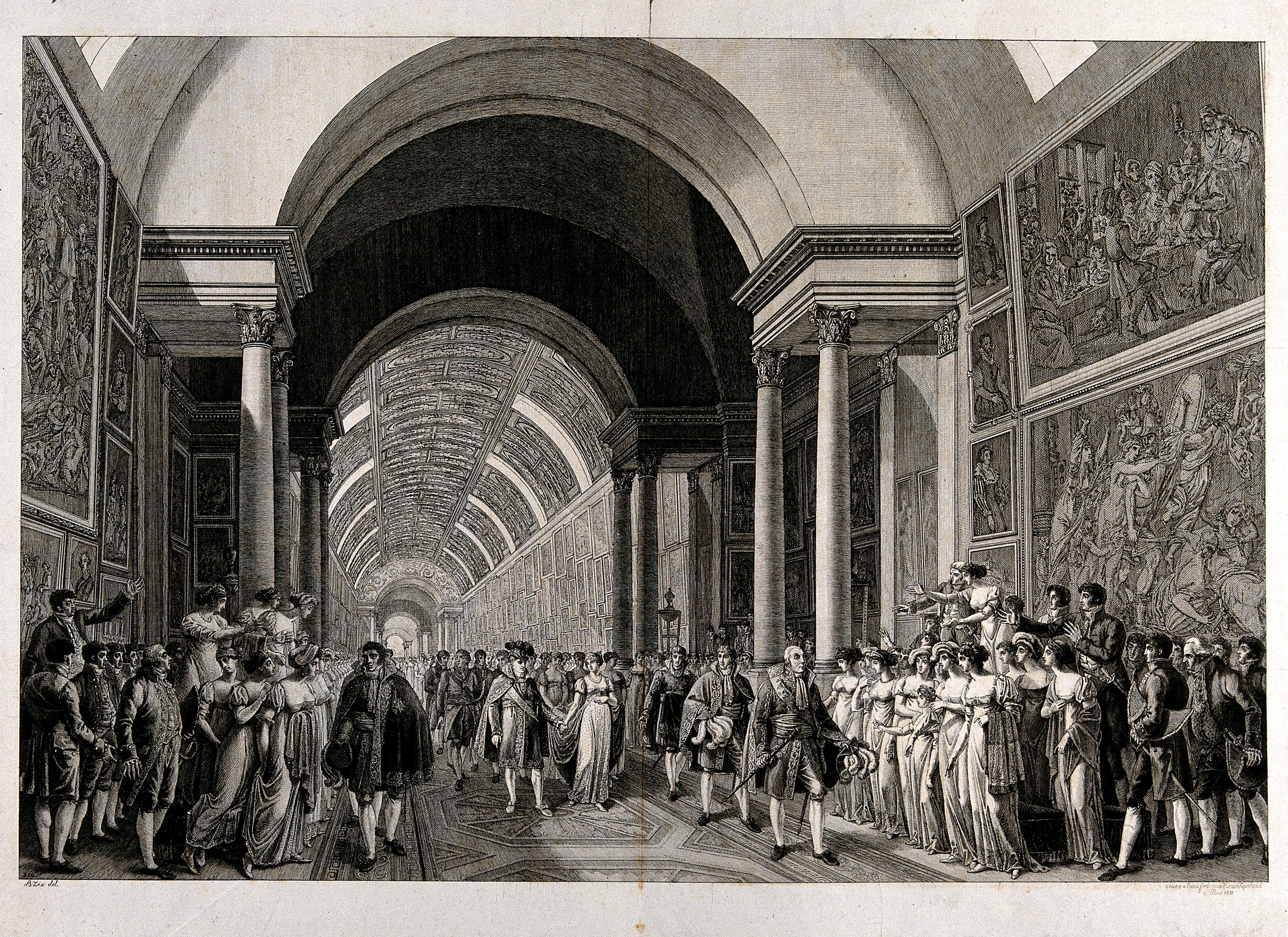
Corteo festivo di benvenuto Napoleone Bonaparte, 1811, incisione
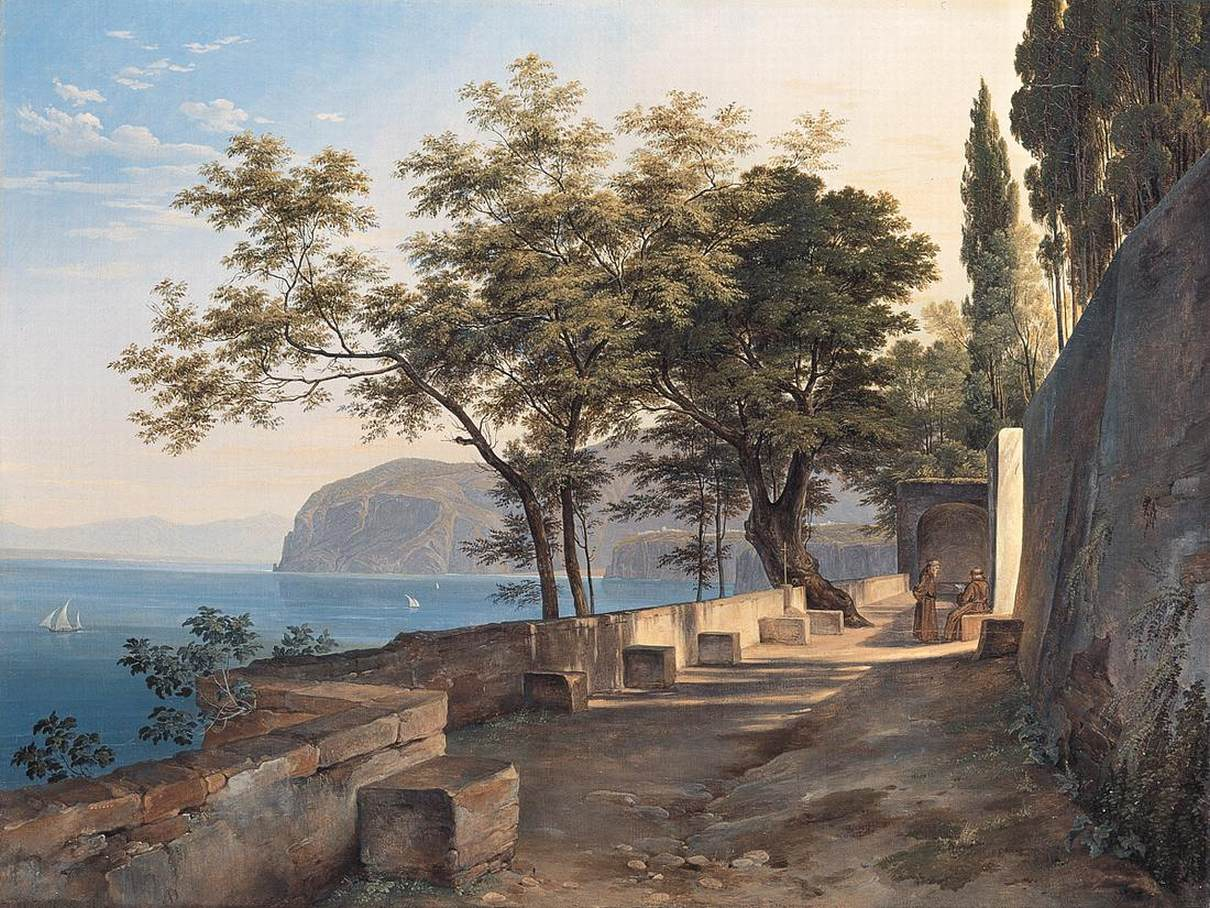
Terrazza del convento dei Cappuccini a Sorrento, Neue Pinakothek, Monaco di Baviera
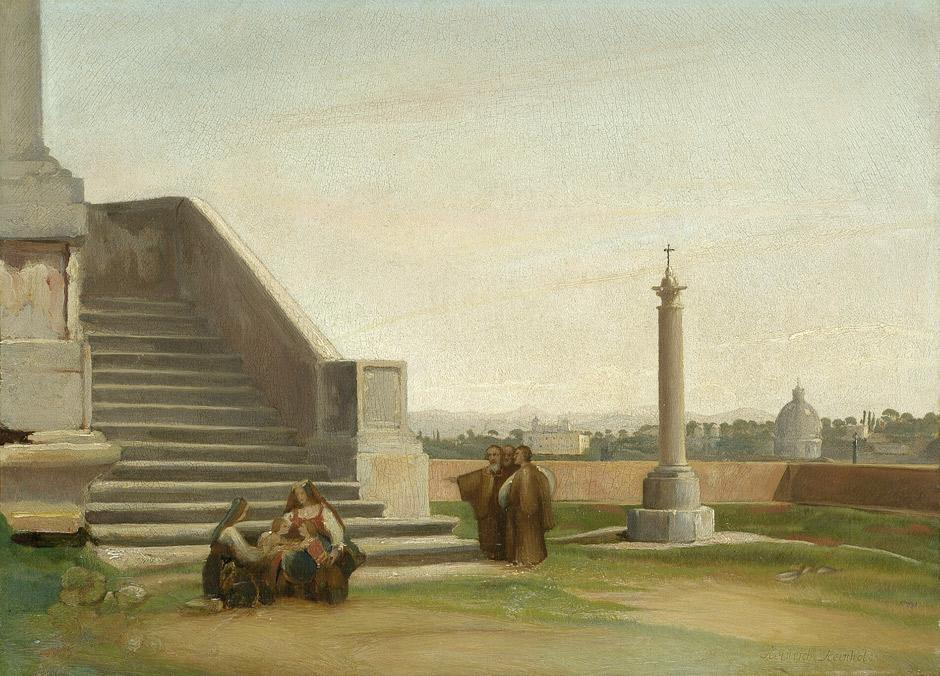
Davanti alla chiesa di San Pietro in Montorio a Roma

### Famiglia di pittori Reinhold
- Franz Friedrich Leberecht Reinhold (1744-1807), il padre
- Henrich Reinhold, pittore
- Friedrich-Philipp Reinhold (1779-1840), un fratello
- Gustav Reinhold (1798-1849), un fratello
- Franz Xaver Reinhold (1816-1893), un nipote
- Friedrich Reinhold (1814-1881), un nipote
- Karl Reinhold (1820-1887), un nipote